# Wilkinson Eyre Architects

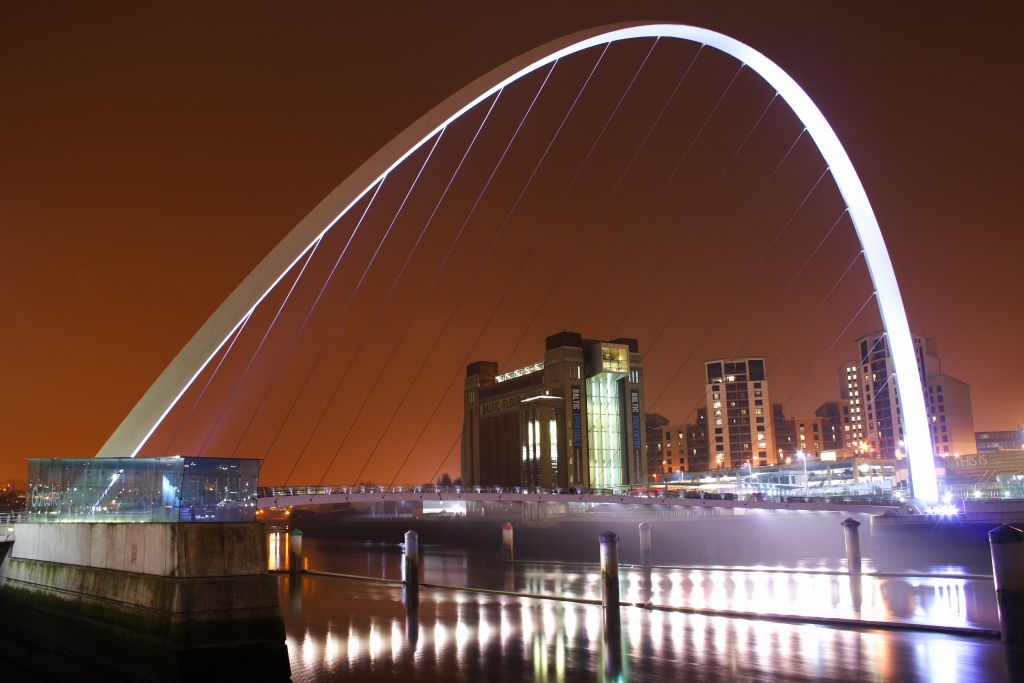
Fotografía del Puente del Milenio entre Gateshead y Newcastle, una de las obras del estudio Wilkinson Eyre Architects.

Wilkinson Eyre Architects es un estudio de arquitectura constituido en 1999 tras la asociación de Chris Wilkinson y Jim Eyre. Está considerado como uno de los estudios más importantes de Inglaterra.
En 1983 Chris Wilkinson, que había trabajado como empleado para Norman Foster, Denys Lasdun, Richard Rogers y Michael Hopkins, fundó Chris Wilkinson Architects. En 1987 se asoció con Jim Eyre, graduado por la AA, pero no sería hasta 1999 cuando darían forma al actual estudio. Tras una reestructuración interna, la empresa volvió a registrarse con el mismo nombre en abril de 2006.
Desde su constitución, Wilkinson Eyre Architects ha desarrollado proyectos orientados a diferentes sectores, como educación, cultura, urbanismo, industrial, oficinas, comercio, ocio o residencia. En cuanto a obras de ingeniería, han proyectado y construido un elevado número de puentes, como el Media City Footbridge de Manchester, el Peace Bridge en Derry (Irlanda del Norte), el Bridge of Aspiration de Londres o el Living Bridge de la Universidad de Limerick. El conjunto de su obra se considera innovadora por el diseño de sus estructuras y el uso de nuevos materiales. En 1997 fueron nombrados como Diseñadores del Año por la Sociedad de Diseñadores de Inglaterra junto con The Design Council. Su amplia labor les llevó a que en 2001 fueran galardonados con el premio Stirling otorgado por el RIBA, y en 2012 y 2013 se les concediese el Premio Lubetkin, también del RIBA, por los proyectos del Centro Financiero Internacional de Guangzhou y por los Jardines de la bahía de Singapur, respectivamente.